# 白瀬英春
白瀬 英春（しらせ ひではる、1952年3月28日 - ）は、日本の柔道家（講道館8段）。
現役時代は全日本選手権3位や全日本選抜体重別選手権優勝等の実績を持ち、現在は母校・東海大学にて体育学部教授および柔道部部長を務める。

## 経歴
秋田県秋田市土崎港出身。市立土崎小学校時代には少年野球に熱心で、一塁手としてレギュラーを務めた。市立土崎中学への進学に際し、柔道経験者の親類の勧めで柔道部へ籍を置くと同時に地元の土崎道場へも入門し、その両方で稽古に打ち込んだ。団体戦では市の大会で優勝を果たすも、同級生で3番手に過ぎなかった白瀬は県大会の初戦でチームの中堅として出場、この試合で白瀬が敗れたために土崎中の1回戦敗退が決定し、優勝候補に数えられながら結果を残す事はできなかった。
中学卒業後は県立秋田工業高校教諭の佐藤勝郎に誘われた同校へ進学。白瀬は「ケツがでかいのを見込まれて」と述懐するが、猛練習の末に頭角を現した白瀬は団体戦こそライバル・市立秋田商業高校の壁厚く全国大会への出場はならなかったものの、個人戦では重量級で3年次の1969年に群馬県で開催されたインターハイへの切符を手にした。
決勝トーナメントへは進めなかったが、大会後に東海大学監督の佐藤宣践から同大へ勧誘の手紙を貰った事に感動した白瀬は、当時工業高校と言えば卒業後は就職が当たり前という風潮の中で、柔道を続けるべく1人大学への進学を決心した。
威光ある東京六大学の1つである明治大学への進学を望む両親に対し、高校の先輩である佐々木（のち國安）教善が明大へ進学していた関係で明大道場でも胸を借りていた白瀬は、自身が明治大学では通用しないと痛感していた事、当時選手強化を始めたばかりの東海大学では自分たちが歴史を作っていける事、そして何より先述の通り佐藤から直々に手紙を受け取っていた事から東海大学への進学を熱望し、最後は姉が両親を説得してくれた事も手伝い1970年の春に東海大学へ入学した。
大学に進学して佐藤に手紙の真相を問いただした所、「あれはインターハイに出場した選手全員に出したんだ」と打ち明けられ入部早々にズッコケた白瀬は、本格的に強化を始めたばかりで他の名門大学を追い越そうと連日の猛稽古を課す東海大柔道部に嫌気が差し、1年次には部活に顔を出さなくなる事もあった。それでも佐藤から「卒業までは俺の言う事を全て聞け」と諭された白瀬は、2年次に全日本ジュニア選手権で重量級を制すると、4年次には主将として柔道部を牽引し全日本学生選手権の個人戦でも優勝を果たした。一方で団体戦は優勝に縁がなく、東京学生優勝大会2位・全日本学生優勝大会3位に留まった。とりわけ4年次の東京学生優勝大会では、決勝戦で日本大学と相対し、引き分けが続く両校選手の中で白瀬が唯一の黒星を許し東海大学は悲願の初優勝を逃してしまう結果に。
白瀬は準決勝の拓殖大学戦で延長に次ぐ延長を戦い抜いており、後に雑誌のインタビューで「気持ちはヘバっていないつもりでも、勝負は一瞬だった」と述べている。
大会を終え日本武道館から九段下駅向かう部員たちの目には自然と涙が溢れ、松前重義東海大学総長からは「負けた時こそ飲まないとだめだ」と誘われてそのまま夜の街に繰り出したという。
元々警察官志望だった白瀬だが、1974年に大学を卒業すると公立高校教員（地方公務員）となり、1年間の茨城県立水戸南高校での教員生活を経て、その後は佐藤の勧めで母校・東海大学へ指導者として招かれた。
後進の指導を行い同大を全日本学生優勝大会で1977年から4連覇へ導く傍ら、自身も現役選手として全日本レベルの各大会へ出場し、1978年の全日本選抜体重別選手権や1980年の講道館杯では95kg級で優勝を飾ったほか、全日本選手権にも大学4年次より通算6度の出場を果たして1981年大会では4試合を勝ち抜き3位に食い込んだ。
1984年に32歳で現役を引退すると佐藤の後を継いで監督に就任、1987年には監督として全日本学生優勝大会で優勝を果たす。
同じ頃、国際柔道連盟の会長を務めていた松前総長の音頭取りで女子選手の強化を打ち出した東海大学は、附属校の東海大仰星高校に所属し全国高校選手権を制した松尾徳子が東海大学進学を希望した関係で急きょ女子柔道部を設立。その中で、男子柔道部の監督は大学の5年後輩である山下泰裕にバトンをタッチし、白瀬は女子柔道部の監督を任ぜられる事となった。
部員1人で始まった東海大学女子柔道部だったが、一足先に女子の強化に乗り出していた筑波大学等と比べると後発の不利は否めず、暫くは一学年に部員2,3人の時代が続いた。白瀬によれば、「高校の指導者は、東海大が全国優勝経験のある松尾をどう育てるか注目しており、順調に育たなければ誰も東海大に教え子を預けなくなる」「そう意味でプレッシャーを感じた」と述べている。松尾の育成に加え、高校生の大会をこまめに廻り教員に挨拶をして指導体制や実績をアピールしたほか、選手の親にも受け入れ態勢や学生生活の環境を説明するなど次代の選手獲得にも余念がなかった。こうした努力のほか、松尾が世界選手権代表に選ばれた事、また全国大会で女子団体戦が導入された事も追い風となって部員は順調に増えていった。
なお、実際に入学した選手に対しては自宅に招いて食事をさせたり、体育会にありがちな寮での先輩との相部屋を禁止して自身の柔道を1人で考える時間を作らせるなど、白瀬はきめ細かな気配りに徹している。
女子柔道が益々の活況を見せ始め、全日本学生優勝大会では女子3人制団体・5人制団体が新設されて3年目の2000年、東海大学は入学したばかりの1年生塚田真希の活躍もあり5人制で悲願の初優勝。これにより白瀬は、史上初めて男子・女子の両方で全日本学生大会を制した監督となった。その後も2003年・04年・07年に同大会を制したほか、個人戦でも七條芳美や平井希といった多くの学生チャンピオンを輩出し、東海大女子柔道部は全国にその名を轟かす屈指の名門校となっていった。
白瀬は現在、女子柔道部の監督を中西英敏に譲り、自身は東海大体育学部教授および柔道部部長の重責を担う。自身も学生時代より師と仰ぐ同大主席師範の佐藤宣践らと共に後進の指導に汗を流しており、「選手の体重管理は監督とコーチの責任」をモットーに部員達に繊細なケアを心掛けている。

## 所属学会
- 日本武道学会
- 日本体育学会